# Anthrax albovittata
Anthrax albovittata är en tvåvingeart som först beskrevs av Macquart 1850.  Anthrax albovittata ingår i släktet Anthrax och familjen svävflugor. Inga underarter finns listade i Catalogue of Life.